# Canton de Mouzon
Le canton de Mouzon est une ancienne division administrative française située dans le département des Ardennes et la région Champagne-Ardenne.

## Géographie
Ce canton était organisé autour de Mouzon dans l'arrondissement de Sedan. Son altitude moyenne était de 174 m.

## Représentation

### conseillers généraux
| Période | Période                   | Identité                                    | Étiquette          | Qualité |
| ------- | ------------------------- | ------------------------------------------- | ------------------ | --- |
| 1833    | 1842                      | Jacques Antoine de Labrosse-Béchet (?-1850) |                    | Ancien officier de cavalerie, industriel à Sedan Propriétaire à Mouzon Ancien conseiller général du Canton de Carignan |
| 1842    | 1848                      | François Hippolyte George Crucy             |                    | Capitaine d'habillement en retraite Maire de Mouzon                                                                    |
| 1848    | 1852                      | Jean François Noël                          |                    | Licencié en droit, juge de paix à Mouzon                                                                               |
| 1852    | 1877                      | Jean-Baptiste Duprez                        | Droite             | Propriétaire à Mouzon                                                                                                  |
| 1877    | 1883 (décès )             | Jean-Baptiste Jaisson (1804-1883)           |                    | Médecin Maire de Mouzon                                                                                                |
| 1883    | 1891 (démission )         | Victor Thiriet (1812-1893)                  | Républicain        | Pharmacien Maire de Mouzon                                                                                             |
| 1891    | 1892                      | Alphonse Jean Lemmens                       | Républicain modéré | Fabricant de sucre Maire de Douzy Propriétaire à Charleville                                                           |
| 1892    | 1931                      | Albert Ollivet                              | Rad                | Industriel Maire de Mouzon (1892-1923)                                                                                 |
| 1931    | 1941 (démission d'office) | Jules Détante                               | Rad                | Vétérinaire Maire de Mouzon Révoqué par le Gouvernement de Vichy                                                       |
|         |                           |                                             |                    | |
| 1945    | 1976                      | Marie-Hélène Cardot                         | MRP puis CD        | Sénatrice (1959-1971) Maire de Douzy                                                                                   |
| 1976    | 1982                      | Jean Saliou                                 | PS                 | Ouvrier, commerçant puis économe Adjoint au maire de Sedan (1944-1965) Maire de Mouzon (1977-1983)                     |
| 1982    | 1994                      | Robert Legris                               | UDF                | Ingénieur de l’Ecole Centrale, directeur de l’usine Sommer de Mouzon Maire de Mouzon                                   |
| 1994    | 2008                      | Michel Vicq                                 | UDF                | Préparateur en pharmacie Maire de Mouzon                                                                               |
| 2008    | 2015                      | Richard Wiblet                              | PS puis DVG        | Ouvrier sidérurgiste retraité Conseiller municipal de Mouzon                                                           |

### Conseillers d'arrondissement
| Période | Période      | Identité                                     | Étiquette | Qualité |
| ------- | ------------ | -------------------------------------------- | --------- | --- |
| 1833    | 1840 (décès) | Jean Nicolas Duprez (1784-1840)              |           | Marchand de bois, maire de Mouzon                                                                           |
| 1833    | 1839         | M. Quinquernel                               |           | Propriétaire à Beaumont                                                                                     |
| 1839    | 1842         | François Georges-Crucy (1772-1848)           |           | Officier en retraite à Mouzon                                                                               |
| 1840    | 1843         | M. Jaillot                                   |           | Ancien notaire à Beaumont                                                                                   |
| 1843    | 1845         | Jean-Baptiste Duprez fils                    |           | Propriétaire à Mouzon                                                                                       |
| 1843    | 1848         | Louis Bodson (1803-1852)                     |           | Brasseur à Givonne, maire de Tétaigne                                                                       |
| 1845    | 1848         | Etienne Godard (1775-1866)                   |           | Lieutenant-colonel en retraite, adjoint au maire de Mouzon                                                  |
| 1848    | 1852         | Jean-Baptiste Duprez fils                    |           | Propriétaire, maire de Mouzon                                                                               |
| 1852    | 1870         | Pierre Louis Prosper Boquillon (1814-1887)   |           | Notaire à Beaumont                                                                                          |
| 1852    | 1864         | M. Poullet                                   |           | Juge de paix à Mouzon                                                                                       |
| 1864    | 1870         | M. Lallemant                                 |           | Propriétaire à Douzy                                                                                        |
| 1870    | 1874         | Alfred Henry Victor Lion (1833-1884)         |           | Rentier à Mouzon                                                                                            |
| 1870    | 1874         | Jules Hippolyte Mangin                       |           | Maire de Mouzon                                                                                             |
| 1874    | 1879         | Auguste Alfred Darcq (1826-1881)             |           | Avoué - Maire de Douzy                                                                                      |
| 1874    | 1901         | Eugène Joseph Turquais-Lallement (1835-1911) |           | Négociant à Mouzon                                                                                          |
| 1879    | 1886         | M. Marée                                     |           | Industriel à Mouzon                                                                                         |
| 1886    | 1893 (décès) | Théophile Raguet-Cugnot                      |           | Marchand de bois, maire de Beaumont                                                                         |
| 1893    | 1913         | Elysée Charles                               |           | Conseiller municipal d'Euilly-et-Lombut                                                                     |
| 1901    | 1913         | Henri Launois                                |           | Cultivateur, maire d'Autrecourt                                                                             |
| 1913    | 1937         | Jules Jacquet                                | Rad.      | Rentier, adjoint au maire de Mouzon (1910-?)                                                                |
| 1937    | 1940         | Jean Collignon                               | Droite    | Huissier et greffier de paix à Mouzon                                                                       |
| 1940    |              |                                              |           | Les conseils d'arrondissement ont été suspendus par la loi du 12 octobre 1940 et n'ont jamais été réactivés |

## Composition
Le canton de Mouzon regroupait treize communes et comptait 6 157 habitants (recensement de 1999 sans doubles comptes).
| Nom                   | Code Insee | Intercommunalité                             | Population (dernière pop. légale) |
| --------------------- | ---------- | -------------------------------------------- | --------------------------------- |
| Mouzon (chef-lieu)    | 08311      | CC des Portes du Luxembourg                  | 2 350 (2014)                      |
| Amblimont             | 08009      | CC des Cantons de Carignon, Mouzon, Raucourt | 192 (2013)                        |
| Autrecourt-et-Pourron | 08034      | CC des Portes du Luxembourg                  | 348 (2014)                        |
| Beaumont-en-Argonne   | 08055      | CC des Portes du Luxembourg                  | 444 (2014)                        |
| Brévilly              | 08083      | CC des Portes du Luxembourg                  | 398 (2014)                        |
| Douzy                 | 08145      | CC des Portes du Luxembourg                  | 2 132 (2014)                      |
| Euilly-et-Lombut      | 08159      | CC des Portes du Luxembourg                  | 112 (2014)                        |
| Létanne               | 08252      | CC des Portes du Luxembourg                  | 137 (2014)                        |
| Mairy                 | 08267      | CC des Portes du Luxembourg                  | 257 (2013)                        |
| Tétaigne              | 08444      | CC des Portes du Luxembourg                  | 107 (2014)                        |
| Vaux-lès-Mouzon       | 08466      | CC des Portes du Luxembourg                  | 88 (2014)                         |
| Villers-devant-Mouzon | 08477      | CC des Portes du Luxembourg                  | 91 (2014)                         |
| Yoncq                 | 08502      | CC des Portes du Luxembourg                  | 112 (2014)                        |

## Démographie
| 1962  | 1968  | 1975  | 1982  | 1990  | 1999  | 2006  | 2011  | 2012  |
| ----- | ----- | ----- | ----- | ----- | ----- | ----- | ----- | ----- |
| 6 477 | 7 133 | 7 063 | 6 837 | 6 360 | 6 157 | 6 295 | 6 384 | 6 370 |